# Bailey (Teksas)
Bailey je grad u američkoj saveznoj državi Teksas. Prema popisu stanovništva iz 2010. u njemu je živjelo 289 stanovnika.